# Овербек, Иоганн Фридрих
Иога́нн Фри́дрих Овербе́к (нем. Johann Friedrich Overbeck; 3 июля 1789, Любек — 12 ноября 1869, Рим) — немецкий и итальянский живописец, один из крупнейших римских художников эпохи романтизма, художественный теоретик; мастер исторической картины и монументальных росписей на религиозную тематику, также работал как портретист и график-иллюстратор. Сооснователь и ведущий идеолог «Союза святого Луки» — так называемого общества назарейцев (с 1809), почётный член ряда художественных обществ Европы.

## Биография
Фридрих Овербек родился в семье потомственных любекских юристов и богословов. Его предки были протестантскими пасторами на протяжении трёх поколений; отец художника Христиан Адольф Овербек (1755—1821) был доктором права, поэтом, мистиком-пиетистом и бургомистром Любека. Рядом с семейным особняком на Кёнигштрассе находилась гимназия, учителем которой был дядя будущего художника, доктор богословия и писатель; там Иоганн получил начальное образование.
С 1804 по 1806 год Овербек учился рисованию и живописи у Йозефа Николауса Перуа. 6 марта 1806 года, покинув родительский дом в Любеке, он переехал в Вену, чтобы продолжить обучение в Императорской Академии изобразительных искусств, в классе Генриха Фридриха Фюгера. Однако он был неудовлетворён преобладавшими в обучении строгими правилами и нормами академического искусства.
В 1809 году Овербек вместе с Францем Пфорром, Людвигом Фогелем, Йозефом Зуттером и другими основали Союз святого Луки, художественное объединение, пропагандировавшее идеи романтизма и искреннего религиозного творчества. Это привело к конфликту в самой Академии, в результате чего Овербек в 1810 году был из неё исключён «за неспособность». Друзья отправились в Италию и 20 июня 1810 года прибыли в занятый наполеоновскими войсками Рим. Они поселились в здании заброшенного монастыря Сан-Исидоро на холме Пинчо. Их целью было изучение работ старых итальянских мастеров и возвращение к эстетическим ценностям искусства раннего итальянского Возрождения, включая религиозные темы и библейские сюжеты. Это движение стало позднее известно под названием «Назарейцы» и сыграло важную роль в развитии искусства европейского романтизма начала XIX века. К союзу присоединились Филипп Фейт и Петер фон Корнелиус. В апреле 1813 года Овербек принял католичество.
Изначально художников называли «назарейцами» иронически из-за их длинных волос (отпущенным в подражание иудейским отшельникам назореям), однако позднее это название утвердилось в наименования течения в искусстве XIX века. Группа получила признание в 1816—1817 годах, выполнив роспись Дома Бартольди, резиденции прусского посла Якоба Людвига Саломона Бартольди. В работе над фресками по мотивам легенды об Иосифе участвовали Овербек, Корнелиус, Фейт и Вильгельм фон Шадов (в настоящее время фрагменты фресок хранятся в Старой национальной галерее в Берлине). В 1817—1818 годах Овербек, Корнелиус, Фейт и Юлиус Шнорр фон Карольсфельд участвовали в декорировании Виллы Массимо.
В 1826 году Овербек отклонил предложение баварского короля Людвига I возглавить мюнхенскую Академию художеств, как и аналогичное предложение, последовавшее из Дюссельдорфа. В 1829 году Овербек также отверг предложение стать руководителем Штеделевского художественного института во Франкфурте-на-Майне. Глубоко верующий человек, воспринимавшийся друзьями и многочисленными учениками подобно патриарху, Овербек до конца своей жизни оставался верным романтически-религиозным идеалам своей юности несмотря на то, что религиозная живопись поздних назарейцев уже давно потерялась на фоне романтизма и нового реализма немецких художников. О том, как художника ценили в церковных кругах свидетельствует личный визит папы Пия IX в дом Овербека в Риме.
Стиль живописи Овербека был самым «итальянизирующим» в сравнении с произведениями других назарейцев. В этом отношении символическим и программным произведением является картина Овербека «Италия и Германия» (1811—1828). «Идеальный стиль» художника сравнивали с искусством Рафаэля.
Cкончался Овербек 12 ноября 1869 года в Риме; похоронен в церкви Сан-Бернардо-алле-Терме. Надгробный монумент и эпитафию создал в 1871 году скульптор Карл Хоффман, муж приёмной дочери Овербека. Овербек был членом правления архибратства Тевтонского кладбища в Ватикане вместе с художником Иоганном Михаэлем Виттмером, медиком Клеменсом Августом Алерцем и другими. Архибратство пыталось перенести захоронение Овербека на Кампосанто, где также были похоронены жена Овербека Анна (около 1790—1853), их две рано умершие дочери и сын (ум. 1840).

## Значение и оценки творчества
Наряду с Петером Корнелиусом, Овербек является одним из наиболее важных представителей попытки обновления немецкой живописи, основанной возрождении в XIX веке искреннего религиозного искусства, подобного творчеству художников немецкого Средневековья и раннего итальянского Возрождения.
Творчество Фридриха Овербека продолжает привлекать ценителей искусства, о чём свидетельствует большое количество публикаций и крупные выставки во Франкфурте (1977), Риме (1981), Мюнхене (1984) и Любеке (1989). Работы Овербека составляют основу любекского Музея Бенхаус.
Творчество Овербека имело значительное влияние и на работавших в Риме русских художников, приезжавших на академическую стажировку — в первую очередь на Александра Ива́нова при создании монументальной картины «Явление Христа народу», а также на Фёдора Моллера и Карла Венига. Однако об этом влиянии негативно отзывались мастера пореформенной эпохи, в частности Алексей Боголюбов, называвший Овербека «первоклассным вором» и «жонглёром весьма ловким своего времени», и Илья Репин, вовсе считавший Овербека сухим стилистом и в целом ничтожным художником.

## Награды и звания
- 1831 — почётный член римской Академии Святого Луки
- 1836 — член венской Академии изобразительных искусств
- 1839 — Орден Святого Михаила за заслуги перед Баварией
- 1844 — член флорентийской Академии изящных искусств
- 1845 — член Берлинской академии искусств
- 1863 — член Королевской Академии изящных искусств в Антверпене

## Галерея
- Мария и Елизавета с младенцами Иисусом и Иоанном Крестителем. 1825. Холст, масло. Новая пинакотека, Мюнхен
- Италия и Германия (Суламифь и Мария). 1811–1828. Холст, масло. Новая пинакотека, Мюнхен
- Триумф религии в искусстве. 1831—1840. Холст, масло. Штеделевский художественный институт, Франкфурт-на-Майне
- Портрет художника Франца Пфорра. 1810. Холст, масло. Старая национальная галерея, Берлин
- Изгнание Агари. Между 1839 и 1841. Холст, масло. Метрополитен-музей, Нью-Йорк
- Продажа Иосифа. 1817. Фреска, темпера. Роспись Дома Бартольди в Риме. Старая национальная галерея, Берлин
- Деталь росписи
- Святой Себастьян. 1815. Старая Национальная галерея, Берлин
- Воскрешение Лазаря. 1822. Холст, масло. Кунстхалле, Карлсруэ
- Пасхальное утро. Ок. 1818. Холст, масло. Кунстпаласт, Дюссельдорф
- Поклонение трёх королей. 1813. Дерево, масло. Кунстхалле, Гамбург
- Христос уходит от фарисеев. 1866. Холст, масло. Королевский музей изящных искусств, Антверпен